# Documenta

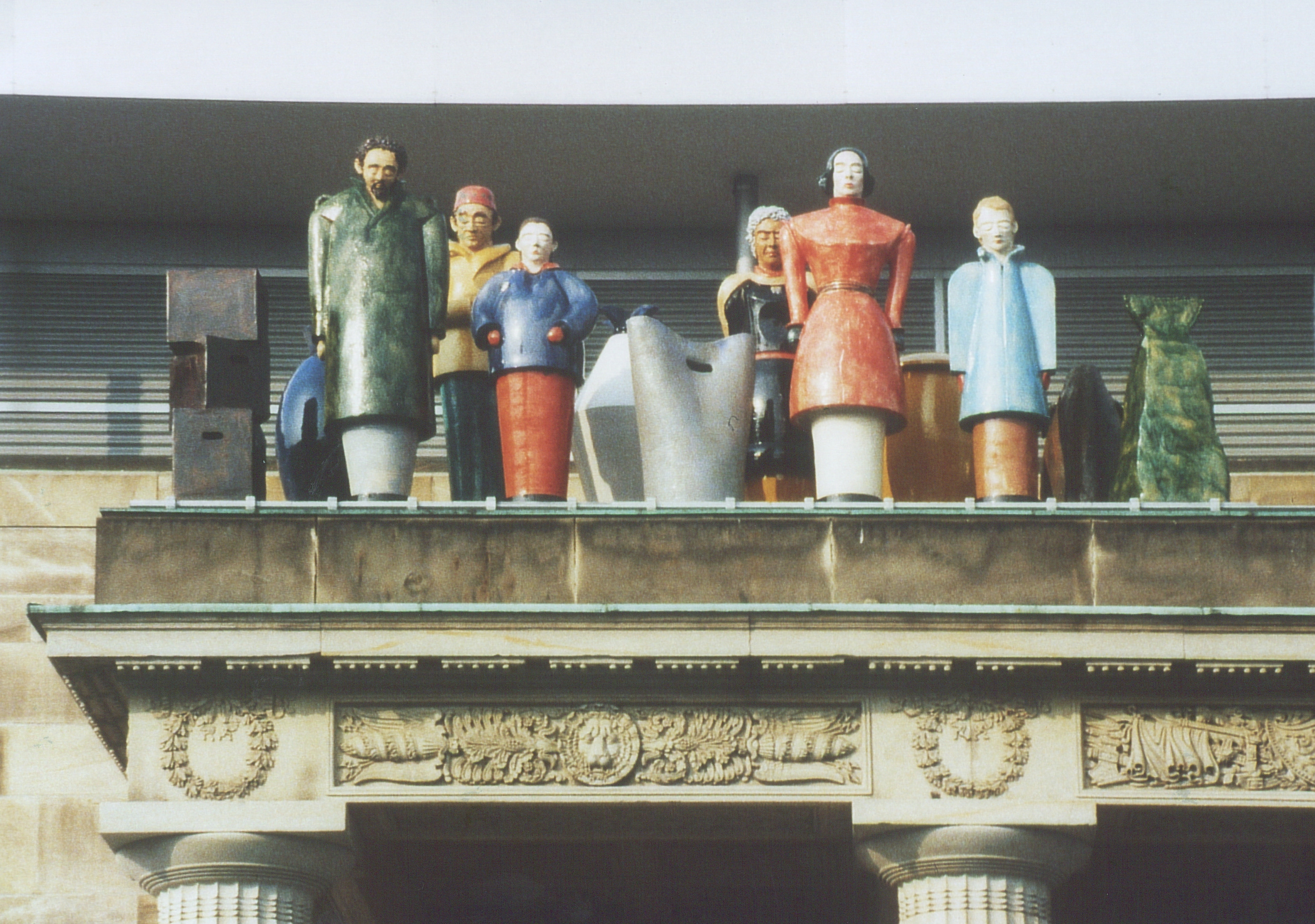
Thomas Schütte: Fremde (d. IX)

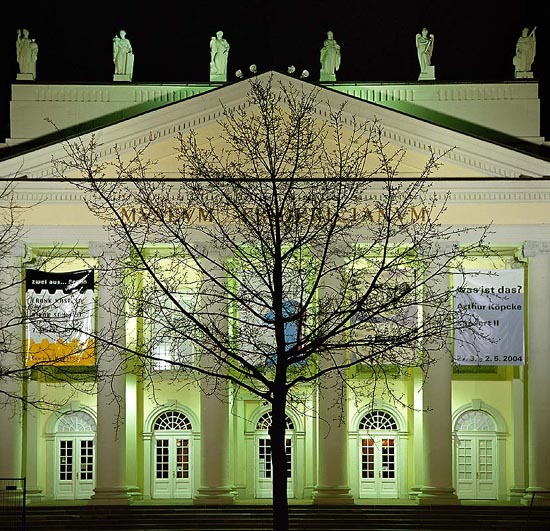
Joseph Beuys: 7000 Eichen (d. VII)

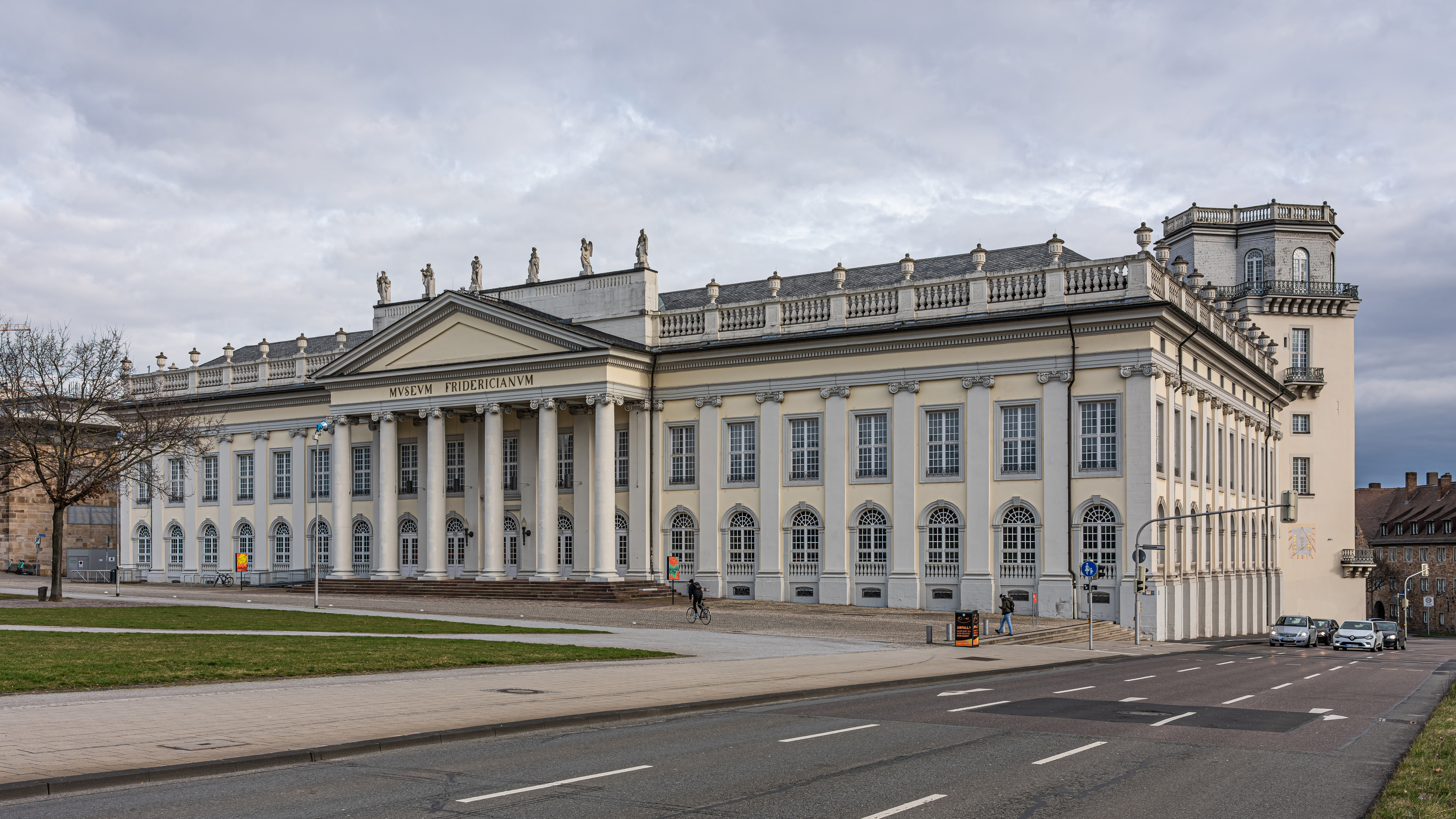
Fridericianum Kassel

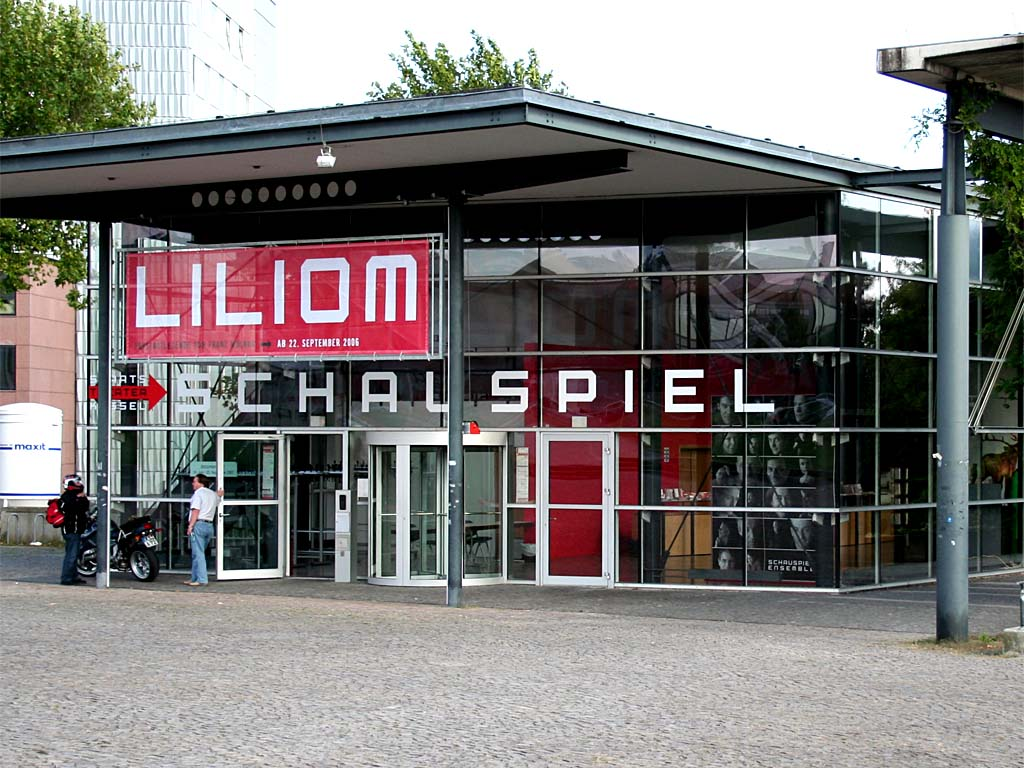
documenta-Halle

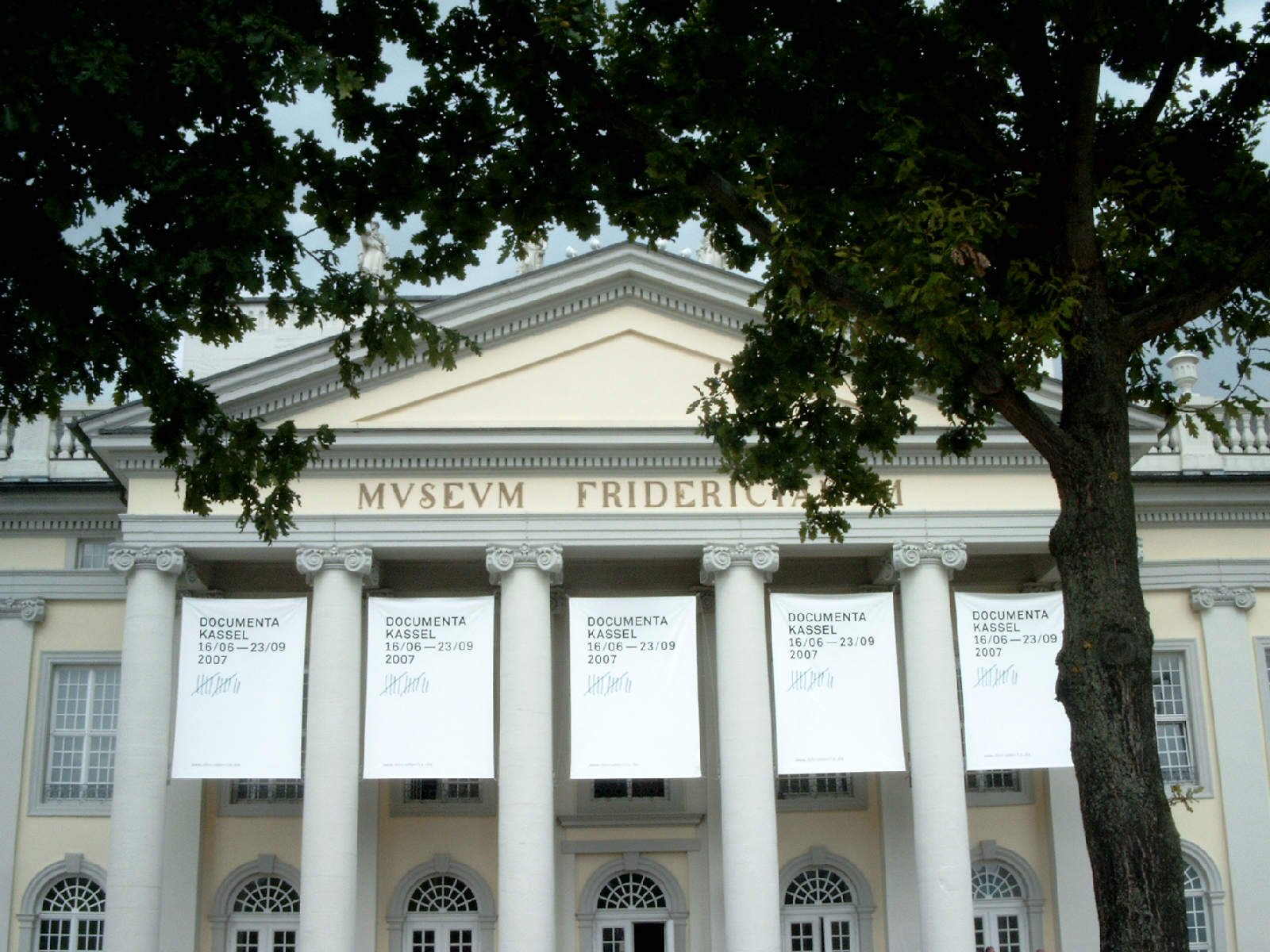
Fredericianum met ervoor twee door Beuys geplante eiken

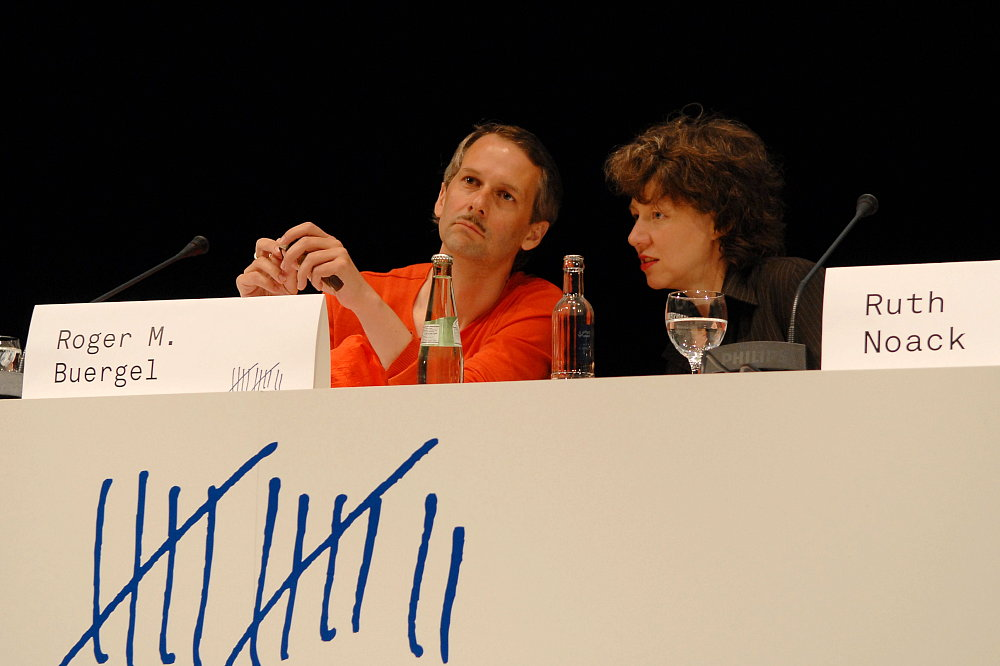
Buergel en Noack

De documenta is de belangrijkste tentoonstelling van actuele beeldende kunst in de wereld. Deze tentoonstelling vindt eens in de vijf jaar plaats in Kassel (Duitsland). De tentoonstelling duurt precies honderd dagen en strekt zich meestal uit over de hele stad. Hoofdgebouw is het Fridericianum.

## Arnold Bode
Arnold Bode (1900-1977) was de initiatiefnemer van de eerste "wereldtentoonstelling der hedendaagse kunst" die in Kassel moest plaatsvinden. Bode was schilder en pedagoog en kwam al in mei 1933 in aanvaring met het naziregime. Zijn werk werd direct als Entartete Kunst aangemerkt.
In 1948 (her)stichtte Bode met zijn kunstvrienden uit Kassel de Kunstacademie, die al in 1932 was gesloten. Zijn plannen om in het volledig verwoeste Kassel een grote internationale kunsttentoonstelling te organiseren werd werkelijkheid in 1955,
samenvallend met de in Kassel georganiseerde Bundesgartenschau (de Duitse Floriade) en werd meteen een enorm succes.

De achtereenvolgende "documenta's" groeiden uit tot een gigantisch media-evenement en een toeristische troef van de eerste orde met alle daarbij behorende voordelen op het gebied van de handel.

## De eerste documenta
Het zwaartepunt van de eerste documenta lag evenwel niet zozeer bij de hedendaagse kunst, dat wil zeggen de na 1945 ontstane kunst, als wel tonen van het werk van die kunstenaars, die gedurende de nazitijd werden geassocieerd met Entartete Kunst.
Hierdoor stond de Abstracte Kunst en in het bijzonder de Abstracte Schilderkunst van de jaren twintig en dertig van de 20e eeuw centraal. Vele stromingen uit die periode waren vertegenwoordigd, zoals: Fauvisme, Kubisme, Expressionisme, Futurisme, Der Blaue Reiter, enzovoort.
Pas in latere afleveringen van de documenta verschoof het artistieke zwaartepunt naar hedendaagse kunst en in het bijzonder naar de nieuwste stromingen. Was de eerste documenta nog vrijwel geheel gericht op kunstenaars uit Europa, later verbreedde
dat ook naar werken van kunstenaars uit Amerika, Afrika en Azië.

## Locaties
- Fridericianum
- Neue Galerie
- documenta-Halle
- Friedrichsplatz
- Park Karlsaue, met in 1992 de Aue Paviljoens (tijdelijke constructie voor Documenta IX)
- Vanaf 2007: Schloß Wilhelmshöhe in Park Wilhelmshöhe (met confrontatie hedendaagse kunst en de bestaande historische kunstcollectie waaronder de befaamde Rembrandtverzameling)
- Kulturzentrum Schlachthof
- Kultuurbahnhof Kassel (Delen van Kassel Hbf welke door afgenomen treinverkeer niet meer door de Deutsche Bahn gebruikt worden.)
- Verder worden er verschillende verspreide locaties in de stad gebruikt.  Bij dOCUMENTA(13) zijn er bijvoorbeeld performances in het Grand City Hotel Hessenland en wordt in een voormalig belastingkantoor werk van Tacita Dean tentoongesteld.

## Tentoonstellingen
Voor de documenta wordt telkens één hoofdcurator aangesteld. Deze bepaalt het thema en zoekt samen met een team van medewerkers de kunstenaars uit die mogen exposeren.

### documenta I - 1955
Nederlandse deelnemers:
- Theo van Doesburg
- Piet Mondriaan

### documenta II - 1959
De tentoonstelling vond plaats van 11 juli tot 1 oktober 1959 in Kassel. De hoofdcurator was Arnold Bode in samenwerking met de kunsthistoricus Werner Haftmann.
Nederlandse deelnemers:
- Karel Appel
- Constant
- Anton Heyboer
- Willem de Kooning
- Ger Lataster
- Piet Mondriaan
- Shinkichi Tajiri
- Geer van Velde

### documenta III - 1964
Nederlandse deelnemers:
- Karel Appel
- Constant
- Wim Crouwel
- Martin Engelman
- Vincent van Gogh
- Anton Heyboer
- Willem de Kooning
- Lucebert
- Piet Mondriaan
- Gerrit Rietveld
- Willem Sandberg
- Paul Schuitema
- Shinkichi Tajiri
- Bram van Velde
- Hendrik Werkman
- Piet Zwart

### documenta 4 - 1968
Nederlandse deelnemers:
- Ad Dekkers
- Pieter Engels
- Jos Manders
- Jan Schoonhoven
- Shinkichi Tajiri
- Carel Visser

### documenta 5 - 1972
De tentoonstelling vond plaats tussen 30 juni en 8 oktober met als thema Befragung der Realität. Biltwelten heute. Hierbij werden recente kunststromingen en -uitingen, zoals het fotorealisme in de schilderkunst en in 3D-kunst, bij elkaar gebracht. Onder de deelnemers waren beeldhouwer Edward Kienholz (Five card stud) en Claes Oldenburg (Mousemuseum).
Nederlandse deelnemers:
- Marinus Boezem
- Stanley Brouwn
- Jan Dibbets
- Ger van Elk

### documenta 6 - 1977
De Amerikaanse kunstenaar Walter De Maria presenteerde op de Friedrichsplatz in Kassel zijn conceptuele werk The Vertical Earth Kilometer, een installatie bestaande uit een verticaal boorgat gevuld met massieve messingstaven met een totale lengte van een kilometer. Het permanente werk is een van de negen sites beheerd door de Amerikaanse Dia Art Foundation.
Nederlandse deelnemers:
- Stanley Brouwn
- Ben D'Armagnac
- Ger Dekkers
- Jan Dibbets
- Ger van Elk
- Willem de Kooning

### documenta 7 - 1982
In 1982 was Rudi Fuchs hoofdcurator
Nederlandse deelnemers:
- Armando
- Stanley Brouwn
- Jan Dibbets
- Marlene Dumas
- Ger van Elk
- JCJ van der Heyden
- Guido Lippens
- Peter Struycken

### documenta 8 - 1987
Nederlandse deelnemers:
- Madelon Hooykaas & Elsa Stansfield
- Niek Kemps
- Rob Scholte

### documenta IX - 1992
In 1992 was Jan Hoet hoofdcurator.
Nederlandse deelnemers:
- René Daniëls
- Marlene Dumas
- Fortuyn/O'Brien
- Henk Visch

### documenta X - 1997
Nederlandse deelnemers:
- Ed van der Elsken
- Aldo van Eyck
- Jodi
- Rem Koolhaas
- Geert Lovink
- Marijke van Warmerdam

### Documenta 11 - 2002
Nederlandse deelnemers:
- Constant
- Stanley Brouwn
- Johan van der Keuken
- Mark Manders
- Fiona Tan

### documenta 12 - 2007
In 2007 vond de twaalfde documenta van 16 juni t/m 23 september plaats. De leiding berustte bij het echtpaar Roger-Martin Buergel (algemene leiding) en Ruth Noack (hoofdcurator). De samenstellers beweerden niet hun persoonlijke obsessies te tonen, maar de esthetische geest die bij de kunstenaars leeft. Toch maakten ze een enigszins eigenzinnige keuze door kunstenaars die slechts in beperkte mate bekend zijn, een internationaal podium te bieden. Daarbij was het streven naar esthetiek een opvallende leidraad, waarbij geen keuze gemaakt werd met harde effecten, waardoor eerder oogstrelende ensembles aan bod komen. Deze esthetische betrachting komt ook tot uiting in de keuze van de kunstwerken zelf zoals de installatie van Trisha Brown en Iole De Freitas. De presentatie als geheel oogt verfijnd en museaal met strak geordende gehelen in bedacht gekleurde zalen zoals zalmrood, purper en hemelsblauw en rood tapijt. Op het gelijkvloers van "Die Neue Galerie" zijn de wanden dan weer donkergroen, de tapijten paars en de gordijnen groen of wit. In een lichtgroen zijzaaltje van het Fridericianum valt het licht zacht op een scharlakenrood doek van Lee Lozano om alzo ruimte, aankleding en kunst optimaal met elkaar te verzoenen.

Kunst en politiek vinden elkaar ook op deze documenta: schrijnende toestanden uit Afrika, Azië en Latijns-Amerika worden via installaties en performances aangeklaagd. Zoals de grote opgelapte sloep van Romuald Hazoumé uit Benin, "als teken van rouw voor alle gezinnen uit Afrika die niet weten waar de lichamen zijn van hun zonen die in bootjes illegaal naar Europa vertrokken". De Arabische wereld komt ook aan bod. Opvallend is dit keer de Chinese bijdrage met Ai Weiwei. In korte tijd heeft deze groep Aziaten zich de Westerse stromingen eigen gemaakt en ingepast in hun eigen lange traditie.
Het tentoonstellingsoppervlak werd met 9.500 m² uitgebreid: een nieuw glazen bouwwerk (naar analogie van, maar in niets gelijkend op, twee eerdere glazen tentoonstellingspaviljoens, het Crystal Palace van 1851 in Londen en het Grand Palais van 1900 in Parijs), het zogenaamde Aue-Pavillon in het centraal gelegen Karlsaue-park. Dit tijdelijke bouwwerk, dat honderd van de meer dan vijfhonderd kunstwerken herbergt, geconstrueerd van staal, polycarbonaat en uiteraard veel glas moest licht en transparant ogen. Zilveren gordijnen en een forse klimaatinstallatie moeten de hitte buiten houden. Tot nu toe voldoet dit tijdelijk paviljoen niet aan de verwachtingen: weinig aura, te hoge luchtvochtigheid, een gesloten doos zonder buitenzicht en geen relatie met het omliggend park. Kortom een onaanvaardbare architectuur voor een dergelijk prestigieus evenement. Voor het eerst is er ook kunst te zien in kasteel en het park Wilhelmshöhe waar een Thaise kunstenaar een rijstveld heeft aangeplant.
Documenta 12 bevestigt weer de mega-omvang van het gebeuren. Na drie jaar voorbereiding met een budget van 20 miljoen euro verwacht men 650.000 kunstliefhebbers. Gedurende 100 dagen zijn er 500 werken te zien van 113 kunstenaars. De persvoorstelling alleen al werd door 2.600 journalisten bijgewoond.
Voor de twaalfde editie van de documenta kregen de ruim 100 uitgenodigde kunstenaars van het duo Buergel/Noack drie centrale thema's of Leitmotive, die een rol dienden te spelen in hun inzending(en):
- Ist die Moderne unsere Antike? (Zijn de modernen onze klassieken?)
- Was ist das bloße Leben? (Wat is het naakte bestaan?)
- Was tun? (Wat staat ons te doen?)

Lili Dujourie bracht de Belgische bijdrage met een drietal installaties, bestaande uit vederlichte constructies in ijzerdraad en een groepje abstracte beelden, die uitmunten door eenvoud en verfijning. De Nederlandse deelnemer was Lidwien van de Ven.

### dOCUMENTA (13) - 2012
De Amerikaanse Carolyn Christov-Bakargiev van het kunstmuseum Museo d'Arte Contemporanea del castello di Rivoli in het Italiaanse Turijn werd aangesteld als curator van dOCUMENTA (13). Ze was ook curator van de Biënnale van Sydney in 2008. De dertiende editie van documenta liep van 9 juni tot 16 september 2012.
Nederlandse deelnemers:
- Rosella Biscotti
- Manon de Boer
- Gabriel Lester

### documenta (14) - 2017
De manifestatie vond in 2017 voor het eerst plaats in twee steden: om te beginnen in Athene, van 8 april tot 16 juli en wat later, van 10 juni tot 17 september, in Kassel.
De Poolse kunstcriticus en curator Adam Szymczyk had de leiding. Szymczyk (* 1970) was onder meer directeur van de Kunsthal in Bazel. Hij studeerde kunstgeschiedenis aan de universiteit van Warschau en volgde ook de curatorenopleiding van het Amsterdamse kunstcentrum De Appel. In 2017 was Hendrik Folkerts een van de hoofdcuratoren.
Nederlandse deelnemers:
- Yael Davids
- Hans Eijkelboom

### documenta fifteen - 2022
De vijftiende editie van Documenta werd gecureerd door het Indonesische collectief Ruangrupa.
Op 27 mei 2022 werd het Kassel gebouw gevandaliseerd. In dit expositieruimte zou "The Question of Funding" van een Palestijns kunstcollectief tentoongesteld worden. Diverse leuzen, waaronder "187" en "PERALTA" waren op de muur geschreven. "187" refereert mogelijk naar de strafcode van voor moord in de staat Californië en "PERALTA" naar Isabel Medina Peralta, de leider van een Spaanse extreemrechtse jeugdbeweging. Als gevolg op het vandalisme heeft de organisatie van Documenta een strafrechtelijke klacht ingediend bij de gemeente van Kassel. De organisatie en deelnemende kunstenaars hebben een statement als steun aan Ruangrupa afgegeven. Volgens het statement was het collectief foutief beklaagd van antisemitisme.
Gedurende de expositieperiode was er een controverse omtrent een groot schilderij van het Indonesische kunstenaarscollectief Taring Padi. Het schilderij, getiteld "People's Justice" bevatte klassieke anti-joodse symbolen en nazi-beelden uit de jaren 1930–1940. Door het schilderij ontstond er een heftig politiek, artistiek en sociaal debat in Duitsland en Israël. Het schilderij werd uiteindelijk verwijderd uit de expositie. Ten gevolge van het schandaal trad Jörg Sperling af als directeur van Documenta.

## Overzicht documenta 1955 tot 2022

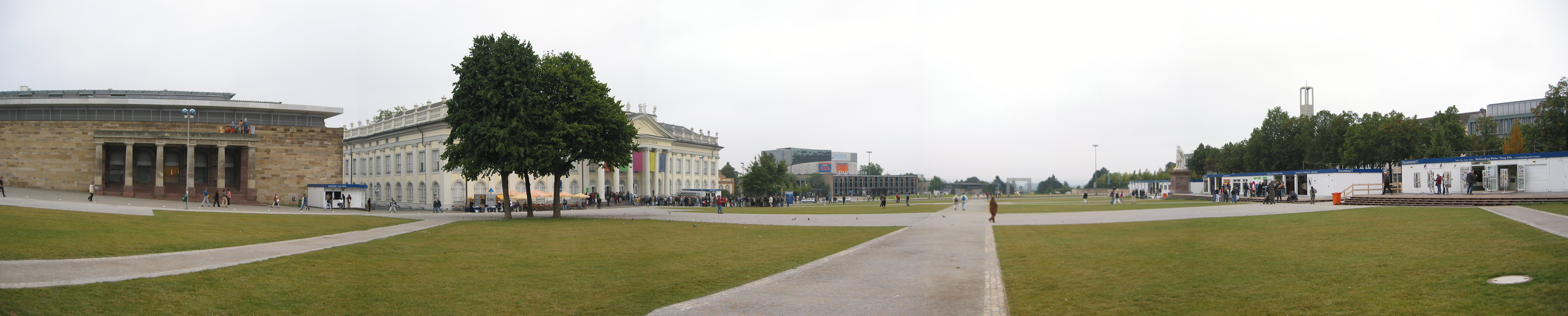
Panorama Friedrichsplatz

|                   | Jaar | Hoofdcurator                 | Deelnemers | Werken | Bezoekers |
| ----------------- | ---- | ---------------------------- | ---------- | ------ | --------- |
| documenta I       | 1955 | Arnold Bode                  | 148        | 670    | 130 000   |
| documenta II      | 1959 | Arnold Bode, Werner Haftmann | 392        | 1770   | 134 000   |
| documenta III     | 1964 | Arnold Bode, Werner Haftmann | 280        | 1450   | 200 000   |
| 4.documenta       | 1968 | Documenta-raad met 24 leden  | 150        | 1000   | 220 000   |
| documenta 5       | 1972 | Harald Szeemann              | 218        | 820    | 228 621   |
| documenta 6       | 1977 | Manfred Schneckenburger      | 622        | 2700   | 343 410   |
| documenta 7       | 1982 | Rudi Fuchs                   | 182        | 1000   | 378 691   |
| documenta 8       | 1987 | Manfred Schneckenburger      | 150        | 600    | 474 417   |
| DOCUMENTA IX      | 1992 | Jan Hoet                     | 189        | 1000   | 603 456   |
| documenta X       | 1997 | Catherine David              | 120        | 700    | 628 776   |
| Documenta 11      | 2002 | Okwui Enwezor                | 118        | 450    | 650 924   |
| documenta 12      | 2007 | Roger-Martin Buergel         | 114        | > 500  | 754 301   |
| dOCUMENTA (13)    | 2012 | Carolyn Christov-Bakargiev   | > 300      | -      | 860 000   |
| documenta 14      | 2017 | Adam Szymczyk                | 163        | -      | 891 500   |
| documenta fifteen | 2022 | Ruangrupa                    | >1500      |        |           |

## Afbeeldingen

documenta grafiek
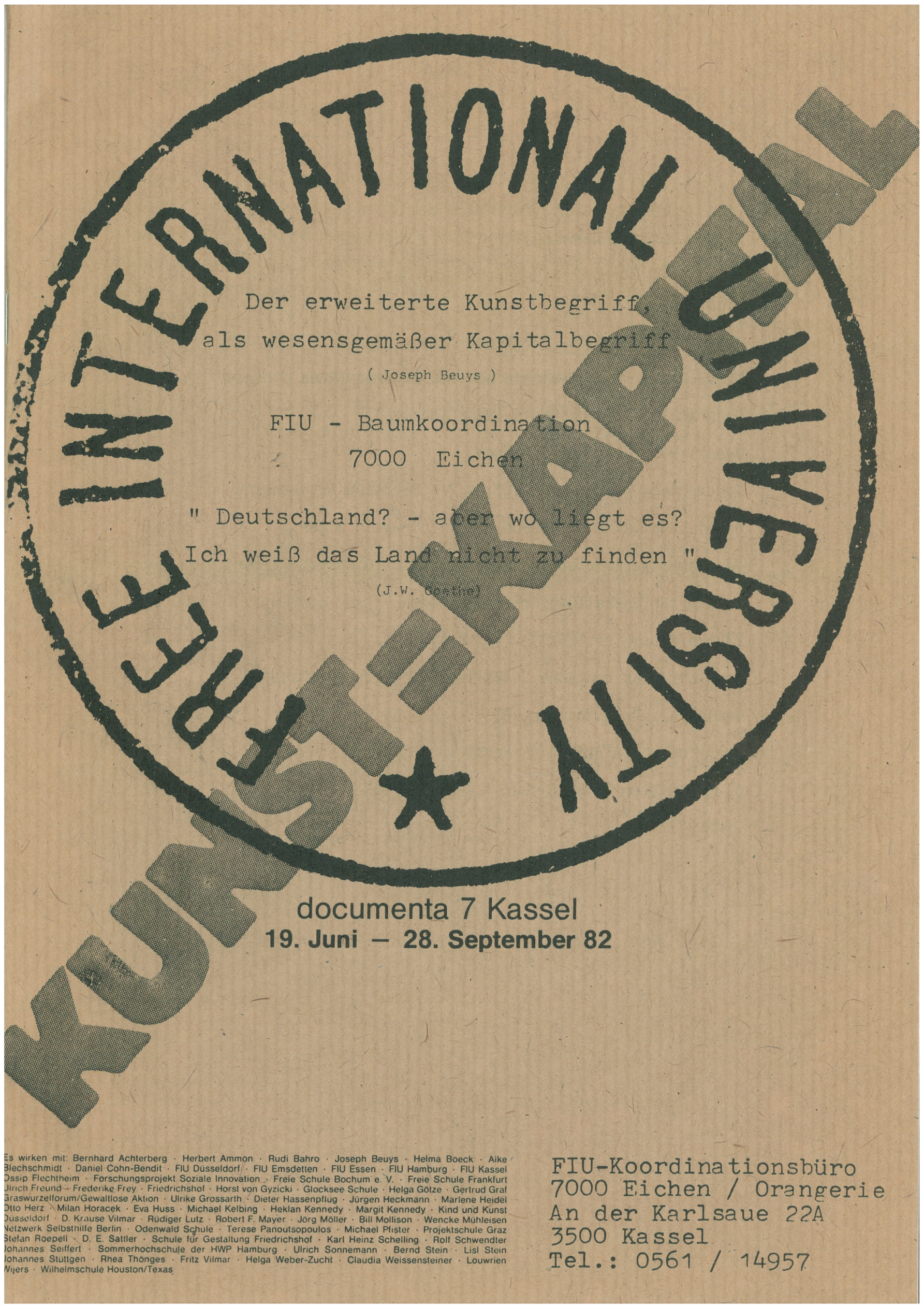
FIU-poster dVII
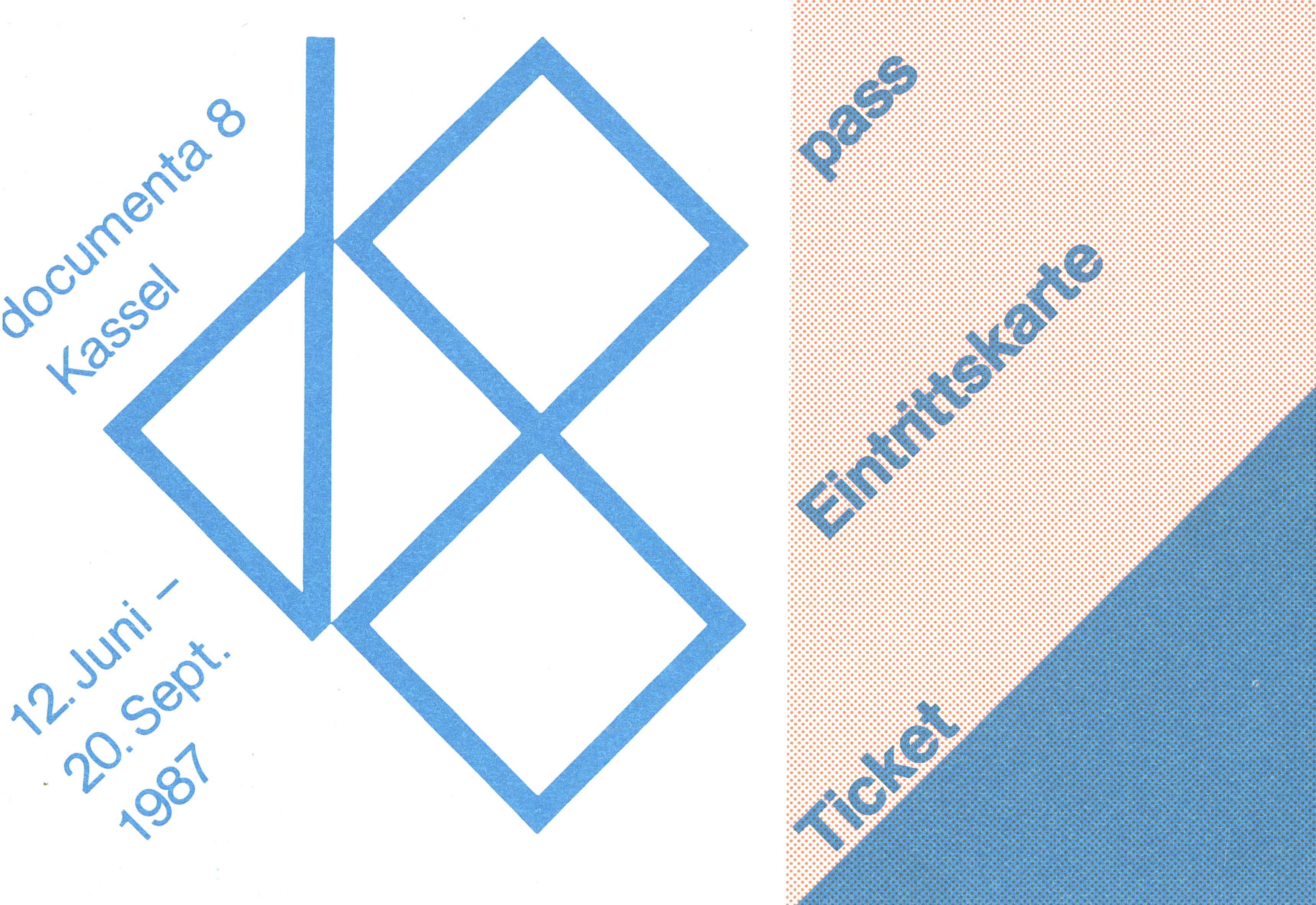
Toegangsbewijs d8
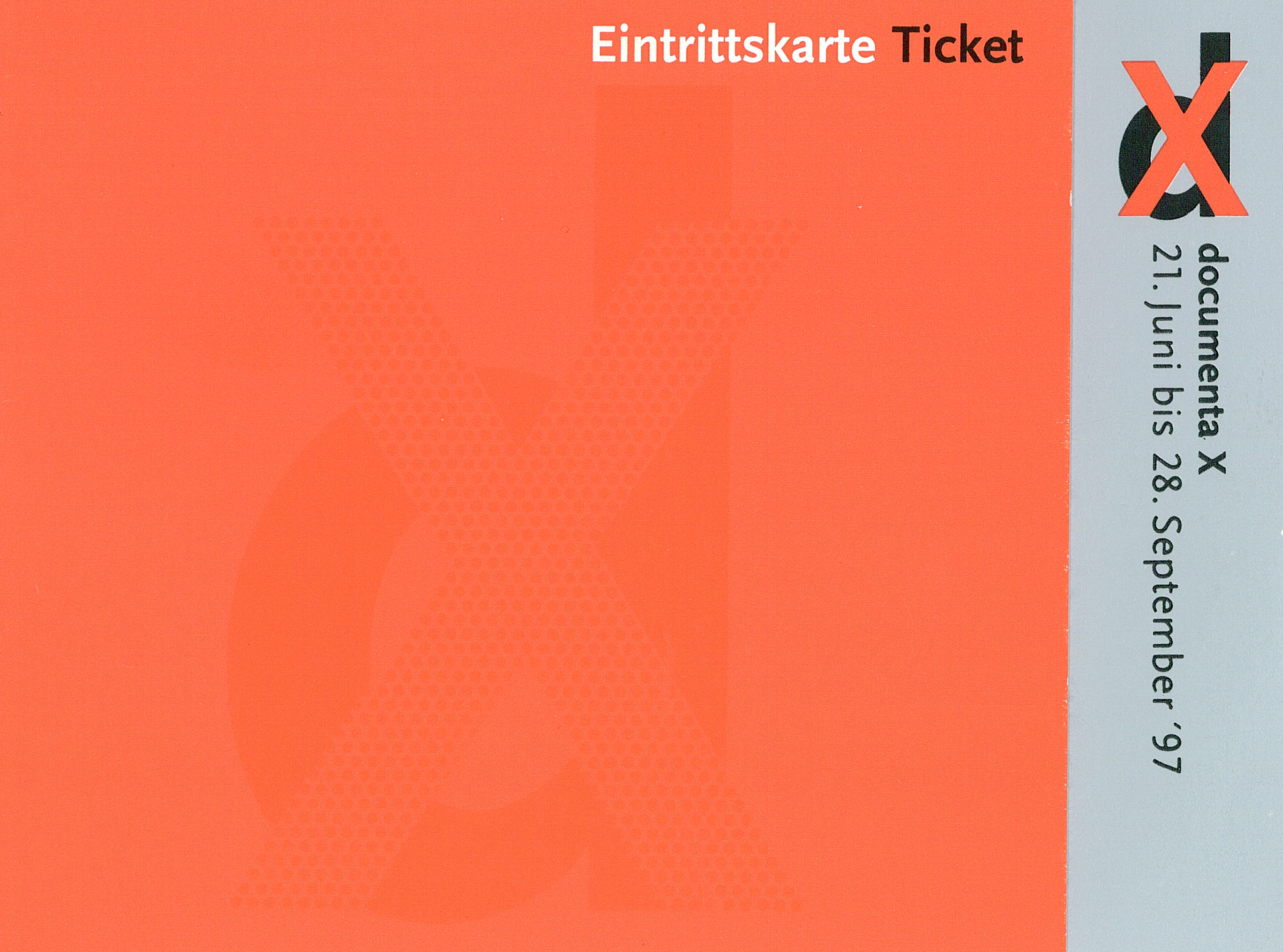
Toegangsbewijs dX